# Pangolí gegant
El pangolí gegant (Smutsia gigantea) és una espècie de pangolí de la família dels mànids. Aquesta espècie viu a Àfrica, amb una ampla distribució que s'estén per l'equador de l'Àfrica occidental a Uganda. S'alimenta gairebé exclusivament de formigues i tèrmits.

## Amenaces
El pangolí gegant està amenaçat per la destrucció del seu hàbitat i per la deforestació. A més, la seva caça com a carn de bosc suposa una greu amenaça. Entre el 2011 i el 2015 es van interceptar nou trameses de parts de pangolí gegant per als mercats asiàtics, originàries de Nigèria. Contenien uns 3.000 kg de carn i uns 5.000 kg d'escates destinades a la Xina i Laos.